# Борківська сільська рада (Берестейська область)
Борківська сільська́ ра́да (біл. Боркаўскі сельсавет) — колишня адміністративно-територіальна одиниця у складі Березівського району Берестейської області Білорусі. Адміністративним центром було село Борки.

## Історія
Сільська рада ліквідована 17 вересня 2013 року, територія та населені пункти увійшли до складу Сигневецької сільської ради.

## Склад
Населені пункти, що підпорядковувалися сільській раді станом на 2009 рік:
| Населений пункт  | Тип  | Населення, осіб (2009) |
| ---------------- | ---- | ---------------------- |
| Борки            | село | 300                    |
| Великі Лесковичі | село | 244                    |
| Кошелево         | село | 56                     |
| Михалки          | село | 62                     |
| Пешки            | село | 116                    |
| Черняково        | село | 2                      |

## Населення
За переписом населення Білорусі 2009 року чисельність населення сільської ради становила 780 осіб.

### Національність
Розподіл населення за рідною національністю за даними перепису 2009 року:
| Національність | Осіб | Відсоток |
| -------------- | ---- | -------- |
| білоруси       | 688  | 88,21 %  |
| українці       | 45   | 5,77 %   |
| росіяни        | 35   | 4,49 %   |
| поляки         | 5    | 0,64 %   |
| азербайджанці  | 4    | 0,51 %   |
| латиші         | 2    | 0,26 %   |
| кумики         | 1    | 0,13 %   |
| Разом          | 780  | 100 %    |